# Лот і Гаронна
Лот і Гаронна (фр. Lot-et-Garonne [lɔtegaˈʀɔn], окс. Òlt e Garona) — департамент на південному заході Франції, один з департаментів регіону Нова Аквітанія. Порядковий номер 47.
Адміністративний центр — Ажен.
Населення 305,4 тис. чоловік (72-е місце серед департаментів, дані 1999 р.).

## Географія
Площа території 5361 км². Через департамент протікають річки Гаронна, Лот, Баїз, Желіз, Осс. Департамент включає 4 округи, 40 кантонів і 319 комун. На території департаменту розташована частина лісу Ландів.

## Історія
Лот і Гаронна — один з перших 83 департаментів, утворених під час Великої французької революції в березні 1790 р. Виник на території колишніх провінцій Гієнь і Гасконь. Деякі з оригінальних південно-східних кантонів були відокремлені від департаменту в 1808 р., щоб сформувати департамент Тарн і Гаронна. Назва походить від річок Гаронна і Лот.